# SN 1998bc
SN 1998bc – supernowa typu Ia odkryta 22 marca 1998 roku w galaktyce A134510+0223. W momencie odkrycia miała maksymalną jasność 22,10m.